# كيم بيرغ
كيم بيرغ هو سياسي فنلندي، ولد في 9 يوليو 1974 في فآسا في فنلندا. نشط حزبياً في الحزب الاشتراكي الديمقراطي الفنلندي. وقد انتخب عضو برلمان فنلندا ‏ عن دائرة Vaasa (parliamentary electoral district) ‏ وقد انضم خلال فترته النيابية ‏ (17 أبريل 2019 – ) للكتلة البرلمانية Social Democratic Parliamentary Group ‏ وفي 2017 Vaasa municipal election ‏، انتخب عضو مجلس بلدية ‏ وفي 2012 Vaasa municipal election ‏، انتخب عضو مجلس بلدية ‏.